# Conotrachelus triangularis
Conotrachelus triangularis – gatunek chrząszcza z rodziny ryjkowcowatych.

## Zasięg występowania
Ameryka Południowa, występuje w Brazylii.

## Budowa ciała
Przednia krawędź pokryw znacznie szersza od przedplecza, zakończona po bokach tępą ostrogą, boczne krawędzie zbiegają się w kształcie litery "V". Na ich powierzchni liczne podłużne listewki. Przedplecze niemal prostokątne w zarysie w tylnej części, z przodu silnie i ostro zwężone, w miejscu zwężenia skierowana ku przodowi ostroga.